# 分線站

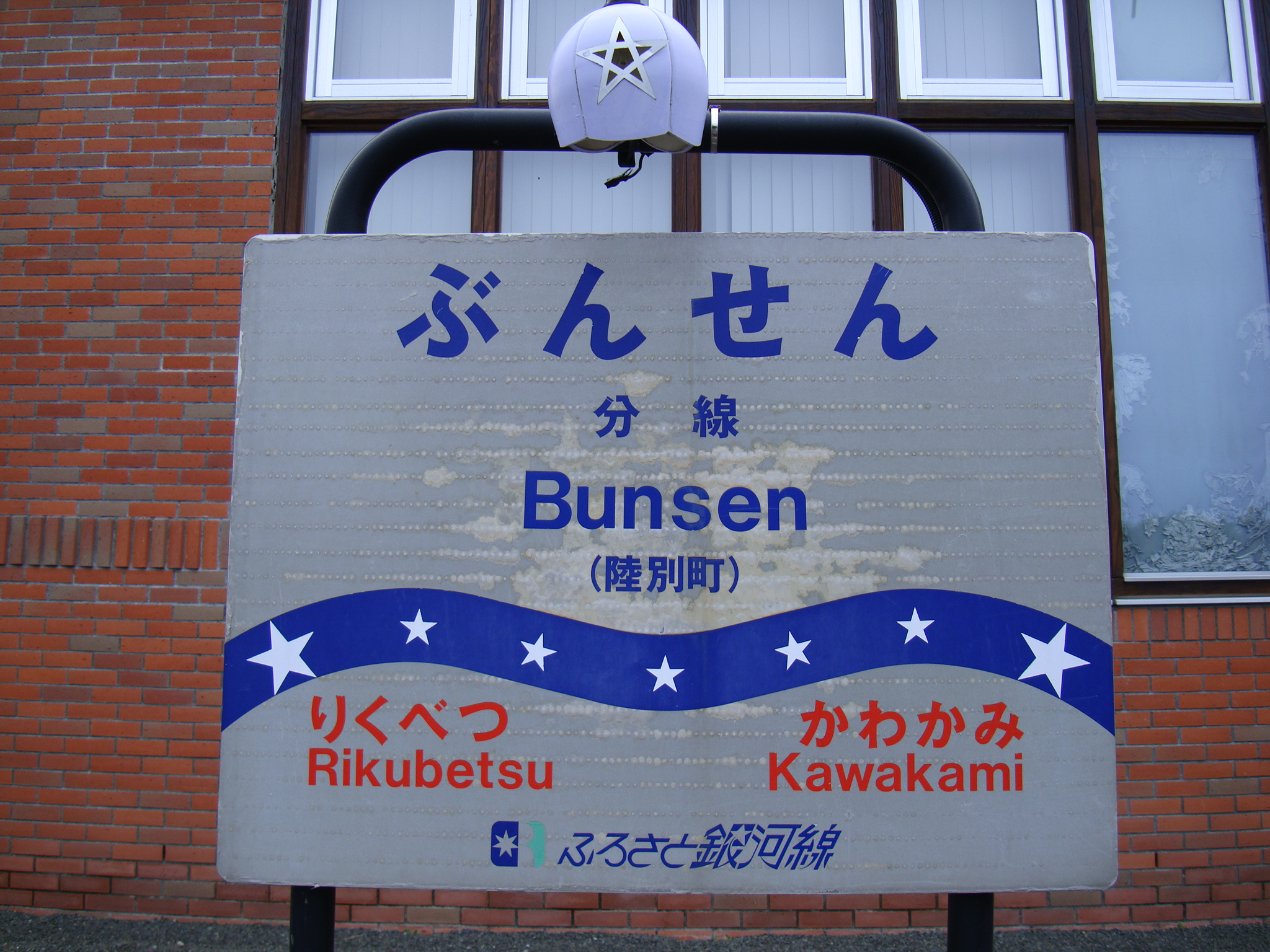
於陸別站保存的站名牌（2009年7月）

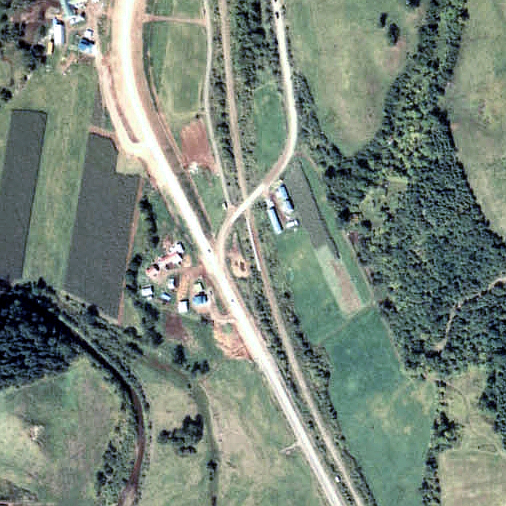
1977年國鐵池北線時代的分線站與方圓500米範圍。上方為北見方向。

分線站（日语：／ Bunsen eki */?）是位於北海道足寄郡陸別町字陸別原野分線26番3號，北海道池北高原鐵道的故鄉銀河線車站（廢站）。隨著故鄉銀河線廢線，車站在2006年（平成18年）4月21日廢除。

## 歷史
- 1958年（昭和33年）9月10日 - 日本國有鐵道網走本線開設此站，當時為旅客車站並且為無人車站[1]。
- 1961年（昭和36年）4月1日 - 池田至北見之間改名為池北線，成為池北線車站[4][5]。
- 1987年（昭和62年）4月1日 - 伴隨國鐵分割民營化，車站由北海道旅客鐵道（JR北海道）營運。
- 1989年（平成元年）6月4日 - 北海道池北高原鐵道繼承池北線[4][6][7][8][9][10][11]。
- 2006年（平成18年）4月21日 - 故鄉銀河線全線廢除[2][12]，此站也廢除。
- 2021年（令和３年）4月24日 - 在廢除15年後，故鄉銀河線陸別鐵道（日语：ふるさと銀河線りくべつ鉄道）於此站再次可進行體驗運輸和本線乘車體驗。

### 站名的由來
車站名稱取自車站附近位於町的邊界。

## 車站構造
截至車站廢除前，此站是地面車站，設有1面1線的單式月台。

## 車站周邊
從車站望向遠處可看見村落。
- 國道242號（日语：国道242号）
- 北海道北見巴士（日语：北海道北見バス） 分線巴士站
- 利別川（日语：利別川）
- 分線川

## 現況
月台和候車室均已經撤走。路軌在2015年(平成27年) 9月起由故鄉銀河線陸別鐵道保存和管理。在2021年起，舊陸別站～舊分線站之間開始復活運輸。

## 相鄰車站
北海道池北高原鐵道
故鄉銀河線
陸別－分線－川上

## 注腳
1. 1 2 3   第1版. 札幌市: 日本国有鉄道北海道総局. 1973-03-25: 147. ASIN B000J9RBUY （日语）.
2. 1 2 3  北見現代史編集委員会（編集）. . 北見市: 981頁. 2007-01 （日语）.
3. ↑  《10年》 p. 104
4. 1 2   田中和夫（監修）. . 上巻 国鉄・JR線. 北海道新聞社（編集）. 2002-07-15: 236–237頁. ISBN 978-4-89453-220-5. ISBN 4-89453-220-4 （日语）.
5. ↑  《JR釧路支社》 p. 96
6. ↑  田中和夫（監修）. . 下巻 SL・青函連絡船他. 北海道新聞社（編集）. 2002-12-05: 222頁–223頁. ISBN 978-4-89453-237-3. ISBN 4-89453-237-9.
7. ↑  北見現代史編集委員会（編集）. . 北見市: 952頁,954頁. 2007-01 （日语）.
8. ↑  ふるさと銀河線10周年記念事業実行委員会（編集）. : 21–24頁、95頁. 1999-06-04 （日语）.
9. ↑  . 北海道新聞 (北海道新聞社). フォト北海道（道新写真データベース）. 1989-06-03  [2016-11-25]. （原始内容存档于2016年11月25日） （日语）.
10. ↑  《JR釧路支社》 p. 122
11. ↑  《10年》 p. 105
12. ↑  . 北海道新聞 (北海道新聞社). フォト北海道（道新写真データベース）. 2006-04-21  [2016-11-25]. （原始内容存档于2016年11月25日） （日语）.